# 李真 (閩)
李真（?—?），闽国官员，闽景宗时司空兼中书侍郎、同平章事。
闽康宗王继鹏遇害，康宗的叔父王延羲称闽国王，是为景宗。永隆元年（939年）闰七月，王延羲任命太子太傅致仕的李真，为司空兼中书侍郎、同平章事。永隆三年（941年）十月，王延羲自称皇帝。永隆四年（942年），王延羲册封李真的女儿为皇后。